# Søl
Søl (Palmaria palmata) er en spiselig rødalge, der vokser i tidevandszonen på Atlanterhavets og Stillehavets nordlige kyster, i danske farvande dog også på dybere vand.
Søl består af pergamentagtige blade, der kan blive op til 50 cm lange og 8 cm brede. Bladene varierer i farve fra en dyb rosenrød til en rødlig lilla.
Søl er spiselig og er, sammenlignet med andre grøntsager, en god kilde til mineraler, vitaminer og proteiner. Planten kan ved lavvande høstes med hånden i månederne fra juni til september. Søl bruges i visse lande til dyrefoder, men den er også egnet til menneskeføde. Søl nævnes allerede i gamle islandske kilder (fx Egils saga) som føde, men kendes også fra vikingetidens Irland og mange andre steder. Den spises stadig på de britiske øer, hvor den går under navnet "dulse".
Tilberedt på den rigtige måde smager en bestemt søl-underart af bacon.
Søl kan indeholde giftstoffet kainsyre. Indholdet af kainsyre varierer dog meget, så Fødevarestyrelsen anbefaler at gravide, ammende og spædbørn, helt undgår at spise søl. Almindelige mennesker kan, ifølge anbefalingen, godt spise søl i mindre mængder, bare ikke som tangchips eller tørrede snacks.